# Cajanus goensis
Cajanus goensis är en ärtväxtart som beskrevs av Nicol Alexander Dalzell. Cajanus goensis ingår i släktet Cajanus och familjen ärtväxter. Inga underarter finns listade i Catalogue of Life.